# Янмарк, Маттиас
Маттиас Янмарк-Нюлен (швед. Mattias Janmark-Nylén; 8 декабря 1992, Стокгольм, Швеция) — шведский хоккеист, нападающий клуба НХЛ «Эдмонтон Ойлерз». Игрок сборной Швеции по хоккею с шайбой.

## Биография
Воспитанник столичного клуба АИК. Выступал за команду на юношеских соревнованиях Швеции. В сезоне 2011/12 дебютировал за команду в высшей лиге страны. В 2013 году на драфте НХЛ права на игрока были закреплены командой «Детройт Ред Уингз». Сезон 2013/14 игрок провёл в АИКе, в конце сезона провёл 8 встреч за команду Американской хоккейной лиги «Гранд-Рапидс Гриффинс». Следующий сезон провёл в шведской Фрёлунде, в составе команды стал финалистом Лиги Чемпионов. В конце сезона 1 матч сыграл в плей-офф АХЛ за «Техас Старз».
8 октября 2015 года дебютировал в Национальной хоккейной лиге за команду «Даллас Старз». В первом же сезоне сыграл 73 матча в регулярном чемпионате и 12 матчей в плей-офф НХЛ. В этом же сезоне возвращался в «Фрёлунду», чтобы выступить за команду в Лиге чемпионов. В межсезонье в товарищеском матче против команды «Колорадо Эвеланш» получил тяжёлую травму колена, из-за чего пропустил весь следующий сезон. Вернулся в НХЛ только в сезоне 2017/18.
Выступал за юниорскую и молодёжную сборную Швеции. В 2018 году сыграл на чемпионате мира за основную команду страны, стал чемпионом мира по хоккею с шайбой.